# استاندارد زندگی

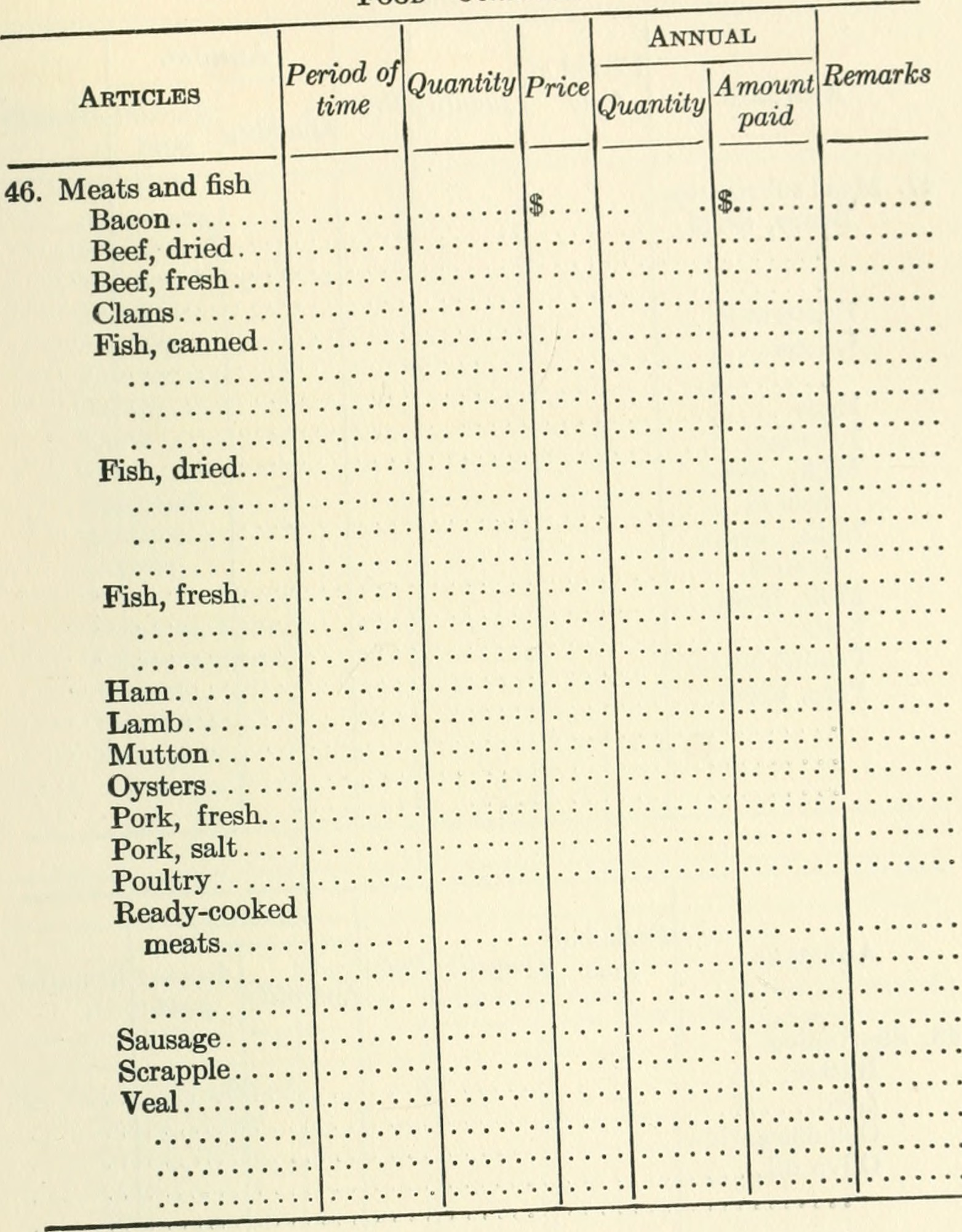
استاندارد زندگی

استاندارد زندگی (انگلیسی: Standard of living) به میزان دارایی، درجه راحتی، کالاهای مادی، و ضروریات در دسترس یک طبقه اجتماعی اقتصادی مشخص در یک شرایط خاص جغرافیائی، معمولاً یک کشور، گفته می‌شود. استاندارد زندگی شامل عوامل زیر است:
از قبیل درآمد، نوع و در دسترس بودن استخدام، اختلاف طبقاتی، درجه فقر، توان مالی تهیه مسکن و کیفیت آن، ساعات کار ضروری برای تهیه مایحتاج زندگی، تولید ناخالص داخلی، درجه تورم، مدت اوقات بیکاری در طول سال، درجه دسترسی به خدمات درمانی، در دسترس بودن آموزش و پرورش و کیفیت آن، امید به زندگی، وقوع بیماری، هزینه کالاها و سرویس‌ها، زیرساختهای محیط، رشد اقتصاد ملی، ثبات سیاسی و اقتصادی، آزادیهای سیاسی و مذهبی، کیفیت محیط، آب و هوا و ایمنی. استاندارد زندگی پیوستگی نزدیکی به کیفیت زندگی دارد.

## سنجش
به‌طور معمول استاندارد زندگی با استانداردهایی از قبیل (در شرایط تنظیم تورم) میزان درآمد واقعی هر فرد و درجه فقر او سنجیده می‌شود. عوامل دیگر مثل دسترسی به خدمات درمانی، نابرابری اقتصادی، و استانداردهای تحصیلی نیز منظور می‌شوند. مثال‌هایی از قبیل دسترسی به برخی کالاها (از قبیل تعداد یخچال برای ۱۰۰۰ نفر) یا میزان سلامتی مانند امید به زندگی در استاندارد زندگی بحساب می‌آید. استاندارد زندگی عبارت از سهولت دسترسی مردم به نیازها و خواسته‌های خود در یک مکان و یک زمان مشخص است. ایده استاندارد ممکن است موارد مربوط به کیفیت زندگی مردم باشد، که نه تنها مادیات مشمول استاندارد زندگی را در نظر می‌گیرد بلکه سایر جنبه‌های غیرمستقیم زندگی مردم را هم مد نظر دارد، مانند اوقات فراغت، ایمنی، منابع فرهنگی، زندگی اجتماعی، سلامت جسمی، مسائل کیفیت محیط زیست و غیره. برای چنین قضاوتی، معیارهای بسیار پخته و پیچیده‌ای باید بکار گرفته شوند که اغلب اوقات نیز سیاسی و در نتیجه بحث‌برانگیز هستند. حتی بین دو ملت یا دو جامعه که استانداردهای زندگی آن‌ها در امور مادی یکسان هستند، عامل کیفیت زندگی در آن‌ها ممکن است مختلف باشد و یکی از این دو جامعه برای شخص یا گروه ویژه بیشتر جاذبه داشته باشد.